# ニュージーズ (ミュージカル)
『ニュージーズ』 (Newsies The Musical ) は、1992年のミュージカル映画『ニュージーズ』を基に製作された舞台版のディズニー・ミュージカル。アラン・メンケンが作曲、ジャック・フェルドマンが作詞、ハーヴェイ・ファイアスタインが脚本を務めた。2011年、ニュージャージー州ミルバーンにあるペイパー・ミル・プレイハウスで初演され、2012年からブロードウエイでも上演された。

## プロダクション

### 2011年: ペイパー・ミル・プレイハウス
2011年9月25日、ニュージャージー州ミルバーンにあるペイパー・ミル・プレイハウスにて、ジェフ・カルホーン演出、クリストファー・ギャテリ振付により、映画版からの曲の他に新曲を加えてミュージカル『ニュージーズ』が初演された。映画版でジャックの恋の相手でデイヴィとレスの姉妹のサラ・ジェイコブズと、ニュージーズを取材する『ニューヨーク・サン』紙記者のブライアン・デントンは舞台版では合併して女性記者のキャサリン・プラマー(ペンネーム)となった。曲『My Lovey Dovey Baby 』と『High Times Hard Times 』は削除され、『Patrick's Mother 』からはソロの部分がなくなった。
ペイパー・ミル・プレイハウスは多くの好意的評価を受けた。

### 2012年-2014年: ブロードウエイ
ブロードウエイにあるネダーランダー劇場にて、2012年3月15日からプレヴュウ公演が行われ、29日から本公演が開幕した。プレヴュウ公演後、公演日は8月19日まで延長された。5月16日、ディズニーは公演を無期限に延長した。
オリジナル・キャストにはジャック・ケリー役にジェレミー・ジョーダン、新聞業界重鎮ジョーゼフ・ピューリツァー役にジョン・ドゼット、キャサリン・プラマー役にキャラ・リンゼイ、メダ・ラーキン役にキャパシア・ジェンキンズ、デイヴィ役にベン・ファンカウザー、クラッチー役にアンドリュー・キーナン・ボルガーが配役され、レス役にはルイス・グロッソとマシュウ・シェッターがダブルキャストとなったが配役された。総製作費は500万ドルとなったが、上演7ヶ月でこれをまかない、ディズニーのブロードウエイ・ミュージカルで最速となった。
2012年8月14日、主演のジョーダンがNBCの『SMASH』に出演するため9月4日で降板し、9月5日から新人のコリー・コットが後継することとなったが、ジョーダン降板前から撮影スケジュールによりコットが出演することもあった。
2014年8月24日、1,005公演を上演後閉幕した。

### 2014年: ウエスト・エンド
2013年5月31日、Baz in the Mail によるとプロデューサー陣は2014年春を目標にロンドンでの公演地を探しており、ピカデリーかサヴォイで公演が行われるのではないかとみられていた。

### 2014年: 全米ツアー
2014年10月、ニューヨーク州スケネクタディにて北米ツアー公演が始まった。2014年から2015年の43週をかけて25都市で公演を行なう。

## あらすじ
第1幕
1899年のある早朝、ニューヨークの新聞販売少年ジャック・ケリーは足の不自由な友人クラッチーに、いつかニューヨークを出てサンタフェへ行く夢を語る(Santa Fe (プロローグ))。ジャックは他の孤児やホームレスの新聞販売少年「ニュージーズ」と共に暮らしている。日が昇ると同時にニュージーズは起床し、その日暮らしの仕事の準備をする(Carrying the Banner )。販売するための新聞を購入している時、ジャックはデイヴィとその弟レスと出会う。他のニュージーズと違い、デイヴィとレスには家と家族がある。父親が仕事中の事故による怪我がもとで失業したため2人はニュージーズとして働き始めたのだ。幼いレスを使えばより多くの新聞を売ることができると考えたジャックは彼らを助ける。その頃、『ニューヨーク・ワールド』の出版者ジョーゼフ・ピューリツァーは他社より儲けようと、販売価格は据え置きで、新聞販売少年への売価を上げる(The Bottom Line )。
その後、ジャック、デイヴィ、レスは少年拘置所のウォーデン・スナイダーから追いかけられる。少年たちは、ジャックが背景の色塗りを行なっていることで友人となったメダ・ラーキン所有のヴォードヴィル・スタイルの劇場に逃げ込む。ジャックはスナイダーから逃げている理由をデイヴィに隠し、少年たちはメダの公演を観る(That's Rich )。公演の最中、ジャックは若い女性記者キャサリン・プラマーに気付く。ジャックはキャサリンにちょっかいを出そうとするが、彼女に相手にされずジャックは落胆する(Don’t Come A-Knocking /I Never Planned on You )。翌朝、ジャックおよびニュージーズは100部につき60セント値上がりしていることを知る。ジャックは激怒して反対運動を組織する(The World Will Know )。ジャックのリーダーシップや芸術センスに感動したキャサリンはニュージーズのストライキを見て、記者として成功するためこの反対運動を取材していくことを決意する(Watch What Happens )。翌日、ジャックは言葉が悪くてニュージーズの士気を高めることができずにいたが、デイヴィが間に入ってニュージーズの『ニューヨーク・ワールド』に対抗する全体ストライキを結集する(Seize the Day )。警察とスト破りに阻まれ、抗議活動は中断する。この騒動の中、クラッチーが殴打の上逮捕され、少年拘置所に連行される。ジャックは抗議活動の失敗とクラッチー逮捕に落胆してこの状況に失望し、すぐにでもニューヨークを出ることを決意する(Santa Fe )。
第2幕
翌朝、キャサリンはジェイコビズ・デリにいるニュージーズのもとを訪れ、『ニューヨーク・サン』紙の1面に載った彼女が書いたストライキの記事を見せて彼らを元気づける。ニュージーズはこれを見て喜び、裕福になる夢を想像する(King of New York )。収監されたクラッチーは拘置所生活を手紙に綴り、抗議活動を続け、他者に気を付けるよう記す(Letter From the Refuge )。デイヴィ、キャサリン、レスはメダの劇場の地下でジャックが舞台背景にサンタフェの絵を描いているところを見つける。デイヴィとキャサリンは次の行動を決意するが、ジャックはまたニュージーズを危険にさらすことを恐れて断る。デイヴィはなんとしてでもクラッチーを取り戻さなくてはならないことをジャックに思い出させ、ジャックは最終的に承諾する(Watch What Happens (リプライズ))。
『ニューヨーク・ワールド』ではピューリツァーがウォーデン・スナイダーと共にジャックについて話をしており、これをキャサリンが偶然聞く。スナイダーはジャックは過去に食べ物や衣類を盗んだ逃亡犯であると語る。ジャックがやってきてピューリツァーと対峙する。この中でピューリツァーは自分がキャサリンの父親であることを明かす。隠れていたキャサリンが登場してこれを隠していたことをジャックに謝罪しようとするがジャックはこれを拒否し、スナイダーに連行されそうになる。ピューリツァーはジャックに、ストライキをやめれば過去を清算してサンタフェに行くための十分な資金を与え、もし従わなければ拘置所に送ると語る(The Bottom Line (リプライズ))。その頃、ブルックリン区のニュージーズのリーダーであるスポット・コンロンがジャックの抗議活動に参加するため仲間を連れてやってくる(Brooklyn's Here )。ジャックはニュージーズを集めるが、もう仲間を危険にさらしたくないと語り、不本意ながらもピューリツァーの要求に従うように語る。デイヴィとニュージーズはジャックの言葉にショックを受けてジャックを見放す。ジャックはキャサリンと再会し、彼女は父親のことに関わらずいつもジャックの味方だったと語る。また彼女は彼が泥棒で収監の過去について隠していたことを非難するが、拘置所で虐待が行なわれたことを聞き、彼女は彼が他の子供のために泥棒したのだと気付く。2人はいい感じになり、キャサリンは「あなたを信じる。あなたも私を信じてくれているとわかったわ」と語る。ジャックはお互いの気持ちを認める(Something to Believe In )。
ジャックとキャサリンはストライキの成功を願う自身の新聞を印刷するニュージーズのもとにやってくる(Once and for All )。ニュージーズの新聞がニューヨーク州知事セオドア・ルーズベルトに届けられ、知事はニュージーズを全面サポートする。敗北したピューリツァーは再度ジャックに譲歩を求める。ジャックはピューリツァーに、ニュージーズが売り残した新聞を全て買い戻すようにすれば少年たちも売りやすくピューリツァーも利益を得やすいのではないかと提案する。ピューリツァーは最初は渋ったが、最終的に同意した。クラッチーは釈放されてスナイダーが逮捕され、少年拘置所は閉鎖され、ストライキは終わる。ジャックはサンタフェに行くためにキャサリンに別れを告げようとするが、キャサリンは彼がどこに行こうともついていくと語る。2人はキスをしてジャックはニュージーズとして残る決意をする(Finale ) 。

## 出演者
| 登場人物                           | オリジナル・ブロードウエイ                                                          | ブロードウエイ閉幕時                                                                  | オリジナル第1回全米ツアー | 現在の第1回全米ツアー |
| ---------------------------------- | ----------------------------------------------------------------------------------- | ------------------------------------------------------------------------------------- | --- | --- |
| ジャック・ケリー                   | ジェレミー・ジョーダン                                                              | コーリー・コット                                                                      | ダン・デルカ | ダン・デルカ |
| ジョーゼフ・ピューリツァー         | ジョン・ドゼット                                                                    | ジョン・ドゼット                                                                      | スティーヴ・ブランチャード | スティーヴ・ブランチャード |
| キャサリン・プラマー               | キャラ・リンジー                                                                    | リアーナ・ハント                                                                      | ステファニー・スタイルズ | ステファニー・スタイルズ |
| メダ・ラーキン                     | キャパシア・ジェンキンズ                                                            | キャパシア・ジェンキンズ                                                              | アンジェラ・グロヴィ | アンジェラ・グロヴィ |
| デイヴィ・ジェイコブズ             | ベン・ファンカウザー                                                                | ベン・ファンカウザー                                                                  | ジェイコブ・ケンプ | ジェイコブ・ケンプ |
| クラッチー                         | アンドリュー・キーナン・ボルジャー                                                  | アンディ・リチャードソン                                                              | ザカリー・セイル | ザカリー・セイル |
| レス・ジェイコブズ                 | ルイス・グロッソ マシュウ・シェッター                                               | ザッカリー・アンガー ルカ・パドヴァン                                                 | ヴィンセント・クロシラ アンソニー・ロゼンタル | ヴィンセント・クロシラ アンソニー・ロゼンタル |
| フィンチ                           | アーロン・J・アルバノ                                                               | アーロン・J・アルバノ                                                                 | ジュリアン・デガツマン | ジュリアン・デガツマン |
| ドン・サイツ                       | マーク・アルドリッチ                                                                | マーク・アルドリッチ                                                                  | マーク・アルドリッチ | マーク・アルドリッチ |
| スポット・コンロン                 | トミー・ブラッコー                                                                  | トミー・ブラッコー                                                                    | ジェフ・ハイムブロック | ジェフ・ハイムブロック |
| ウィゼル/ミスター・ジェイコビ/市長 | ジョン・E・ブラディ                                                                 | ジョン・E・ブラディ                                                                   | ジョン・E・ブラディ | マイケル・ゴーマン |
| レイス                             | ライアン・ブレズリン                                                                | ジョセッペ・バシリオ                                                                  | ベン・クック | ベン・クック |
| ヌーチオ/セオドア・ルーズベルト    | ケヴィン・キャロラン                                                                | トム・アラン・ロビンズ                                                                | ケヴィン・キャロラン | ケヴィン・キャロラン |
| ヘンリー                           | カイル・コフマン                                                                    | イアン・ヤング                                                                        | デマリス・コプス | デマリス・コプス |
| モリス・デランシー/マイク          | マイク・ファイスト                                                                  | アダム・カプラン                                                                      | マイケル・ライアン | マイケル・ライアン |
| オスカー・デランシー/アイク        | ブレンドン・スティムソン                                                            | ブレンドン・スティムソン                                                              | ジョン・ハッカー | |
| スナイパー                         | アレックス・ウォン                                                                  | ジェイコブ・ガツマン                                                                  | ジンナ・クレア・メイソン | モーガン・キーン |
| 修道女                             | ジュリー・フォルデシ キャパシア・ジェンキンズ ローリー・ヴェルダー                  | キャパシア・ジェンキンズ モリー・ジョブ ジュリー・ライバー                            | アンジェラ・グロヴィ メレディス・イングルスビー ジンナ・クレア・メイソン                                                                         | アンジェラ・グロヴィ メレディス・イングルスビー モーガン・キーン                                                                                 |
| アルバート                         | ギャレット・ハウ                                                                    | ダニエル・クァドリーノ                                                                | スカイ・フラハティ | スカイ・フラハティ |
| ビル                               | ギャレット・ハウ                                                                    | ダニエル・クァドリーノ                                                                | ジャック・サイペル | ジャック・サイペル |
| ムッシュ                           | エフレイム・サイクス                                                                | デイヴィッド・ガツマン                                                                | ジャック・サイペル | ジャック・サイペル |
| ジョジョ/ダーシー                  | セイン・ジャスパーソン                                                              | ニコ・ジェイムズ・グリータム                                                          | ジョシュア・バレイジ | ジョシュア・バレイジ |
| エルマー                           | エヴァン・カスプザック                                                              | エヴァン・カスプザック                                                                | ジェフ・ハイムブロック | ジェフ・ハイムブロック |
| バトンズ                           | ジェス・ルプロット                                                                  | デイモン・ギルスピー                                                                  | チャズ・ウォルコット | チャズ・ウォルコット |
| スナイダー                         | スチュアート・マーランド                                                            | スチュアート・マーランド                                                              | ジェイムズ・ジュディ | ジェイムズ・ジュディ |
| ロメオ                             | アンディ・リチャードソン                                                            | トミー・マルティネス                                                                  | ニコ・デジェサス | ニコ・デジェサス |
| スペックス                         | ライアン・スティール                                                                | ジョン・マイケル・フュマラ                                                            | ジョーダン・サミュエルズ | ジョーダン・サミュエルズ |
| バンセン                           | ニック・サリヴァン                                                                  | ニック・サリヴァン                                                                    | ビル・ベイトマン | ビル・ベイトマン |
| ハンナ                             | ロウリー・ヴェルダー                                                                | モリー・ジョブ                                                                        | メレディス・イングルスビー | メレディス・イングルスビー |
| スモールズ                         | ロウリー・ヴェルダー                                                                | モリー・ジョブ                                                                        | ジョシュ・アッサー | ジョシュ・アッサー |
| スト破り                           | トミー・ブラッコー ジェス・ルプロット アレックス・ウォン                            | トミー・ブラッコー デイモン・ギルスピー ジェイコブ・ガツマン                          | エヴァン・オーティオ スカイ・フラハティ チャズ・ウォルコット                                                                                     | エヴァン・オーティオ スカイ・フラハティ チャズ・ウォルコット                                                                                     |
| スウィング                         | ケイトリン・コウエル マイケル・ファティカ ジャック・スコット スチュアート・ザニット | ジュリアン・デガツマン マイケル・ファティカ ジャック・スコット スチュアート・ザニット | ジョシュ・アッサー (onstage swing) メリッサ・ステッドマン・ハート スティーブン・ハーナンデス エリック・ジョン・マーラム アンドリュー・ウイルソン | ジョシュ・アッサー (onstage swing) メリッサ・ステッドマン・ハート スティーブン・ハーナンデス エリック・ジョン・マーラム アンドリュー・ウイルソン |

### 特記事項
- 2012年9月5日、ジャック・ケリー役はジェレミー・ジョーダンからコーリー・コットに交代した[20]。
- 2012年9月11日、メダ・ラーキン役はキャパシア・ジェンキンズからレイヴォン・フィッシャー・ウイルソンに交代したが、フィッシャー・ウイルソンが妊娠したため、2014年7月15日、ジェンキンズに戻った[21][22]。
- 2012年10月9日から12月16日まで、ジョーゼフ・ピューリツァー役はジョン・ドゼットから一時的にロン・レインズに交代した[23]。
- 2013年3月11日、クラッチー役はアンドリュー・キーナン・ボルガーからアンディ・リチャードソンに交代した[24]。
- 2014年2月3日、キャサリン役はキャラ・リンジーからリアナ・ハントに交代した[25]。
- 2014年4月1日から6月22日まで、デイヴィ役はベン・ファンカウザーから一時的にジェレミー・グリンバウムに交代した[26][27]。

## 楽曲
| 第1幕 - "Overture" – オーケストラ - "Santa Fe (Prologue)" – ジャック、クラッチー - "Carrying the Banner" – ジャック、ニュージーズ、修道女 - "The Bottom Line" – ピューリツァー、サイツ、バンセン、ハンナ - "That's Rich" – メダ - "I Never Planned on You/Don't Come A-Knocking" / "I Never Planned on You" – ジャック、キャサリン、Bowery Beauties - "The World Will Know" – ジャック、デイヴィ、レス、ニュージーズ - "The World Will Know" (リプライズ) – ジャック、デイヴィ、レス、ニュージーズ † - "Watch What Happens" – キャサリン - "Seize the Day" – デイヴィ、ジャック、レス、ニュージーズ - "Santa Fe" – ジャック | 第2幕 - "King of New York" – デイヴィ、レス、キャサリン、ニュージーズ - "Letter from the Refuge" - クラッチー † (全米ツアーより追加) - "Watch What Happens" (リプライズ) – ジャック、デイヴィ、キャサリン、レス - "The Bottom Line" (リプライズ) – ピューリツァー、サイツ、市長 - "Brooklyn's Here" – スポット・コンロン、ニュージーズ - "Something to Believe In" – ジャック、キャサリン - "Seize the Day" (リプライズ) – ニュージーズ † - "Once and for All" – ジャック、デイヴィ、レス、キャサリン、ダーシー、ビル、ニュージーズ - "Seize the Day" (リプライズ) – デイヴィ、ニュージーズ † - "Finale" – カンパニー † オリジナル・ブロードウエイ・キャスト・レコーディングには含まれていない |

## 評価
ペイパー・ミル公演は批評家の称賛を得た。『ニューヨーク・タイムズ』によると、『ニュージーズ』は開幕当初からトニー賞作品賞候補であった。
ブロードウエイ公演のレビュウでは『ニューヨーク・タイムズ』のベン・ブラントリーは「クリストファー・ギャテリの振付により、スピード感あふれる群舞が目の前に迫り、ダンスのステップごとに楽しさが増す。主役のジョーダンは完璧な舞台で天性のスターである。メンケンの魅力的な曲にフェルドマンの歌詞はぴったりはまっている」と記した。

## 他のメディア
2011年9月19日、『ザ・ビュー』の中で作曲家のアラン・メンケンと出演者が『Seize the Day 』と『Santa Fe 』を演奏した。同年11月、メイシーズ・サンクスギヴィング・デイ・パレードで『King of New York 』を演奏した。

## アルバム
2012年4月10日、ブロードウエイ・キャスト・レコーディングのアルバムがゴーストライト・レコードからiTunesにて発売され、5月15日、CDが発売された。ペイパー・ミル公演からブロードウエイ公演になる際に追加された新曲『The Bottom Line 』、『That's Rich 』、『Something to Believe In 』の3曲を含む6曲が追加された。
| #   | タイトル                                         | 作詞 | 作曲・編曲 | 演奏者                                                                                       | 時間 |
| --- | ------------------------------------------------ | ---- | ---------- | -------------------------------------------------------------------------------------------- | ---- |
| 1.  | 「Overture」                                     |      |            | Alan Menken                                                                                  | 1:12 |
| 2.  | 「Santa Fe (Prologue)」                          |      |            | Jeremy Jordan, Andrew Keenan-Bolger                                                          | 3:05 |
| 3.  | 「Carrying the Banner」                          |      |            | Newsies Company                                                                              | 5:08 |
| 4.  | 「The Bottom Line」                              |      |            | John Dossett, Mark Aldrich, Nick Sullivan, Laurie Veldheer,                                  | 2:16 |
| 5.  | 「That's Rich」                                  |      |            | Capathia Jenkins                                                                             | 2:33 |
| 6.  | 「I Never Planned on You/Don't Come a-Knocking」 |      |            | Jeremy Jordan, Kara Lindsay, Laurie Veldheer, Julie Foldesi                                  | 1:40 |
| 7.  | 「The World Will Know」                          |      |            | Jeremy Jordan, Ben Fankhauser, Lewis Grosso, Matthew Schechter, Newsies Company              | 4:09 |
| 8.  | 「Watch What Happens」                           |      |            | Kara Lindsay                                                                                 | 3:06 |
| 9.  | 「Seize the Day」                                |      |            | Jeremy Jordan, Ben Fankhauser, Lewis Grosso, Matthew Schechter, Newsies Company              | 5:23 |
| 10. | 「Santa Fe」                                     |      |            | Jeremy Jordan                                                                                | 3:12 |
| 11. | 「King of New York」                             |      |            | Ben Fankhauser, Matthew Schechter, Lewis Grosso, Kara Lindsay, Ryan Breslin, Newsies Company | 4:09 |
| 12. | 「Watch What Happens (Reprise)」                 |      |            | Jeremy Jordan, Ben Fankhauser, Kara Lindsay, Lewis Grosso                                    | 1:53 |
| 13. | 「The Bottom Line (Reprise)」                    |      |            | John Dossett, Mark Aldrich, John E. Brady                                                    | 0:58 |
| 14. | 「Brooklyn's Here」                              |      |            | Tommy Bracco, Newsies Company                                                                | 1:53 |
| 15. | 「Something to Believe In」                      |      |            | Jeremy Jordan, Kara Lindsay                                                                  | 3:31 |
| 16. | 「Once and for All」                             |      |            | Jeremy Jordan, Kara Lindsay, Ben Fankhauser, Ryan Breslin, Newsies Company                   | 4:01 |
| 17. | 「Finale」                                       |      |            | Jeremy Jordan, Newsies Company                                                               | 2:32 |

| #   | タイトル                           | 作詞 | 作曲・編曲 | 演奏者                                                                                       |
| --- | ---------------------------------- | ---- | ---------- | -------------------------------------------------------------------------------------------- |
| 18. | 「Santa Fe (Bonus Track)」         |      |            | Jeremy Jordan, Alan Menken                                                                   |
| 19. | 「Seize The Day (Bonus Track)」    |      |            | Jeremy Jordan, Ben Fankhauser, Lewis Grosso, Matthew Schechter, Newsies Company              |
| 20. | 「King of New York (Bonus Track)」 |      |            | Ben Fankhauser, Matthew Schechter, Lewis Grosso, Kara Lindsay, Ryan Breslin, Newsies Company |

## 受賞歴

### オリジナル・ブロードウエイ公演
| 年     | 賞                             | 部門                     | ノミネート者                             | 結果       | 脚注   |
| ------ | ------------------------------ | ------------------------ | ---------------------------------------- | ---------- | ------ |
| 2012年 | トニー賞                       | ミュージカル作品賞       | ミュージカル作品賞                       | ノミネート | [ 32 ] |
| 2012年 | トニー賞                       | ミュージカル脚本賞       | ハーヴェイ・ファイアスタイン             | ノミネート | [ 32 ] |
| 2012年 | トニー賞                       | ミュージカル主演男優賞   | ジェレミー・ジョーダン                   | ノミネート | [ 32 ] |
| 2012年 | トニー賞                       | ミュージカル演出賞       | ジェフ・カルホーン                       | ノミネート | [ 32 ] |
| 2012年 | トニー賞                       | 振付賞                   | クリストファー・ギャテリ                 | 受賞       | [ 32 ] |
| 2012年 | トニー賞                       | オリジナル楽曲賞         | アラン・メンケン、ジャック・フェルドマン | 受賞       | [ 32 ] |
| 2012年 | トニー賞                       | 編曲賞                   | ダニー・トルーブ                         | ノミネート | [ 32 ] |
| 2012年 | トニー賞                       | 装置デザイン賞           | トビン・オスト、スヴン・オーテル         | ノミネート | [ 32 ] |
| 2012年 | ドラマ・デスク・アワード       | ミュージカル作品賞       | ミュージカル作品賞                       | ノミネート | [ 33 ] |
| 2012年 | ドラマ・デスク・アワード       | ミュージカル男優賞       | ジェレミー・ジョーダン                   | ノミネート | [ 33 ] |
| 2012年 | ドラマ・デスク・アワード       | 振付賞                   | クリストファー・ギャテリ                 | 受賞       | [ 33 ] |
| 2012年 | ドラマ・デスク・アワード       | 音楽賞                   | アラン・メンケン                         | 受賞       | [ 33 ] |
| 2012年 | ドラマ・デスク・アワード       | 作詞賞                   | ジャック・フェルドマン                   | ノミネート | [ 33 ] |
| 2012年 | ドラマ・デスク・アワード       | 編曲賞                   | ダニー・トルーブ                         | ノミネート | [ 33 ] |
| 2012年 | グラミー賞                     | ミュージカル・アルバム賞 | ミュージカル・アルバム賞                 | ノミネート | [ 34 ] |
| 2012年 | ヤング・アーティスト・アワード | 舞台俳優賞               | ルイス・グロッソ                         | ノミネート | [ 35 ] |

## 日本版公演

### 2021年版
2021年10月に日生劇場、11月に梅田芸術劇場にて上演。主演は京本大我。演出・日本語訳・訳詞は小池修一郎。製作は東宝・TBS。
「台本と音楽は同じだが、オリジナル版とは異なる演出・振付、ビジュアル・コンセプトで創作する」という条件でオファーを受けた小池が、当時まだジャニーズJr.だったが、2015年より3シーズンにわたり『エリザベート』で皇太子ルドルフ役をつとめた京本を主演に希望。当初は2020年5月に日生劇場、6月に梅田芸術劇場で上演が予定され、2020年2月より稽古に入ったが、新型コロナウイルスの感染拡大を受け、全公演が中止となった。1年半の延期を経て上述の日程通り上演となる。新たな振り付けによるエネルギッシュなダンスシーン、オーケストラピットからニュージーズたちが飛び出す演出、自らもニュージーズを率いて踊る新たなジャック像を作り上げた京本の新境地など、日本版独自の改変も高い評価を受け、「第29回 読売演劇大賞」にて優秀作品賞を受賞した。

#### キャスト
- ジャック：京本大我（SixTONES）
- キャサリン：咲妃みゆ
- クラッチー：松岡広大
- デイヴィ：加藤清史郎
- メッダ：霧矢大夢
- ピュリツァー：松平健
- レス・ジェイコブス：生出真太郎、西田理人、ポピエル マレック健太朗

増澤ノゾム、桜一花、石川新太、松澤重雄、平野亙、瀬野和紀、田村雄一、鮫島拓馬、栗山絵美、遠山さやか、新井智貴、大井新生、鯨井未呼斗、酒井航、清水錬、白石拓也、扇国遼、高橋慈生、田中隆雅、中桐聖弥、新原泰佑、畑中竜也、廣瀬喜一、廣瀬孝輔、廣田佳樹、本田大河、松平和希、吉田倭大、米澤賢人、脇卓史、渡辺崇人、生出真太郎、西田理人、ポピエルマレック健太朗

### 2024年版
2024年10月に日生劇場、11月に兵庫県立芸術文化センター KOBELCO 大ホールと福岡サンパレス ホテル&ホール コンサートホールにて上演。主演は岩﨑大昇。演出・日本語訳・訳詞は小池修一郎。製作は東宝・TBS。

#### キャスト
- ジャック：岩﨑大昇（KEY TO LIT）
- キャサリン：星風まどか
- クラッチー：横山賀三
- デイヴィ：加藤清史郎
- メッダ：霧矢大夢
- ピュリツァー：石川禅
- レス・ジェイコブス：糸山寛人、大久保壮駿、中優真

増澤ノゾム、田村雄一、平野亙、中山昇、折井洋人、晴華みどり、村井成仁、山田元、天野朋子、樋口綾、新井智貴、小笠原義為勇、喜久田大和、鯨井未呼斗、彪太郎、櫻庭拓巳、島田隆誠、清水錬、鈴木大菜、TAISHI、天丸翼、東間一貴、中嶋尚哉、中野太一、廣瀬喜一、本田大河、松平和希、山畑将太、米澤賢人、渡辺崇人、相良飛鷹(swing)